# Marjus Dam
Marjus Dam (Tórshavn, 1955. december 13.) feröeri orvos és politikus, a Sambandsflokkurin tagja.

## Pályafutása
1992 óta községi orvosként dolgozik Miðvágurban.
1998 és 2008 között a Løgting tagja volt, majd 2008. szeptember 30-án ismét bekerült Magni Laksáfoss helyett.

## Magánélete
Szülei Dorthea és Oluf Dam. Feleségével, Inga Poulsen Dammal és négy gyermekükkel együtt Miðvágurban él.

## Fordítás
- Ez a szócikk részben vagy egészben az Marjus Dam című norvég Wikipédia-szócikk ezen változatának fordításán alapul.  Az eredeti cikk szerkesztőit annak laptörténete sorolja fel. Ez a jelzés csupán a megfogalmazás eredetét és a szerzői jogokat jelzi, nem szolgál a cikkben szereplő információk forrásmegjelöléseként.

## Külső hivatkozások
- Profilja, Løgtingið 150 - Hátíðarrit, p. 266 (feröeri)
- Profil Archiválva 2011. augusztus 9-i dátummal a Wayback Machine-ben, Løgting

(feröeri)